# Alice Herz
Alice Jeanette Herz (nhũ danh Strauß, gọi tắt là Strauss; 25 tháng 5 năm 1882 – 26 tháng 3 năm 1965) là một nhà nữ quyền, chống phát xít và nhà hoạt động vì hòa bình người Đức. Bà là người đầu tiên ở Hoa Kỳ tự thiêu để phản đối chiến tranh Việt Nam, theo gương của nhà sư Thích Quảng Đức khi tự thiêu để phản đối Tổng thống Ngô Đình Diệm.

## Đầu đời
Alice Jeanette Strauß là con gái đầu lòng của Rosalie Kramer (1858–1943) và Moritz Strauß (1850–1920), cả hai đều chung dòng máu Đức-Do Thái. Bà có sáu anh chị em, năm em gái và một em trai đã mất ở tuổi lên hai. Bà đã hoàn thành chương trình giáo dục trung cấp và tiếp tục học lên cao để trở thành giáo viên. Tuy nhiên một chứng rối loạn về mắt buộc Herz phải từ bỏ ước mơ của mình; bà sau đó tìm được công việc thư ký cho một văn phòng luật sư. Năm 1907, Herz cải đạo từ Do Thái giáo sang Tin lành.

## Hoạt động tại Đức
Khoảng đầu những năm 1900, Herz tham gia vào phong trào ủng hộ nữ quyền, đặc biệt là quyền bầu cử phổ thông và quyền chung sống như vợ chồng. Bà kết hôn với Paul Herz, một nhà hóa học và là anh trai của Margarete Herz, một nhà đấu tranh đòi quyền bầu cử cho phụ nữ nổi tiếng. Cặp đôi chuyển đến huyện  Güstrow ở Mecklenburg-Vorpommern và sinh ra hai người con, Helga (1912–2010) và Konrad (1915–1929). Từ khi ra đời, Konra đã có thể trạng yếu ớt và gần như bị mù.
Thời điểm Chiến tranh thế giới thứ nhất nổ ra, chồng bà đã bị bắt đi lính. Herz mong chờ Đức chiến thắng và Paul sẽ trở về trong vài tháng. Năm 1918, khi chiến tranh chưa có dấu hiệu kết thúc, Herz bắt đầu công khai ủng hộ quá trình dân chủ hóa nước Đức cùng với các nhà hoạt động dân chủ và nhà nữ quyền khác, tìm cách thông qua quyền bỏ phiếu cho phụ nữ. Phong trào này đã kêu gọi bộ trưởng nhà nước Hans Sivkovich "quyền bỏ phiếu phổ thông, bình đẳng, bỏ phiếu kín và trực tiếp". Với sự kết thúc của Thế chiến thứ nhất tháng 11 cùng năm, quyền bỏ phiếu đã được thực hiện với sự thành lập của Cộng hòa Weimar. Năm 1919, Paul nhận vào làm trong một nhà máy cao su, gia đình Herz chuyển đến Berlin-Mahlsdorf. Có thể bởi tiếp xúc thường xuyên với hóa chất độc hại, Paul đã chết vì suy thận vào ngày 30 tháng 12 năm 1928, hưởng thọ 45 tuổi. Con trai Herz là Konrad cũng qua đời chỉ vài tuần sau đó vì các biến chứng sức khỏe.
Ngày 13 tháng 3 năm 1933, Herz cùng con gái Helga rời Đức tới Thụy Sĩ. Quyết định này bà đã cân nhắc từ trước vài năm, do lo ngại về sự gia tăng của chủ nghĩa bài Do Thái cùng quyền lực chính trị ngày một lớn mạnh giữa các đảng cánh hữu trong Cộng hòa Weimar. Nghi ngại của bà càng củng cố thêm khi Adolf Hitler chính thức được bổ nhiệm làm Thủ tướng Đế chế Đức Quốc Xã. Herz đã dự đoán đúng rằng người Do Thái và những người đối lập chính trị, đặc biệt là cánh tả, sẽ bị giám sát chặt chẽ, nổi bật là sau vụ hỏa hoạn ở Reichstag. Alice và Helga sau đó chuyển đến Pháp; tại đây bà đã học tiếng Pháp và tiếng Esperanto. Cả hai mẹ con đều tiếp tục tham gia vào hoạt động chính trị thông qua Liên đoàn Phụ nữ Quốc tế vì Hòa bình và Tự do. Alice đã cực lực phê phán chủ nghĩa Quốc xã trong những bài viết mà bà gửi tới các ấn phẩm của Đảng Dân chủ Xã hội Đức. Sau khi Đảng này bị Quốc xã cưỡng bức giải thể vào mùa hè 1933, bà trở thành cây bút cho tạp chí xã hội chủ nghĩa Cơ đốc giáo Neue Wege.
Khi Đức xâm lược Pháp vào 1940, Herz và con gái đã bị bắt đi trại tập trung Gurs gần biên giới Tây Ban Nha. Alice và Helga cuối cùng đến được Hoa Kỳ năm 1942.

## Cuộc sống tại Mỹ
Bà cùng con gái định cư ở Detroit, Michigan. Helga là một thủ thư tại Thư viện Công cộng Detroit, trong khi Alice một thời gian từng làm trợ giảng tiếng Đức cho Đại học Bang Wayne. Ban đầu Alice từ chối nhập tịch Hoa Kỳ vì là thành viên của WILPF, tuy nhiên sau đó bà đã nộp đơn yêu cầu lại và được công nhận là một công dân Mỹ năm 1954. Alice và Helga còn gia nhập tổ chức tôn giáo Unitarian cũng như tham gia vào các hoạt động của một số nhóm hòa bình khác.
Herz từng viết bức thư ngỏ gửi cho một số bạn bè và các đồng nghiệp trước khi qua đời. Trong bức thư của mình, bà cáo buộc Tổng thống Lyndon B. Johnson đã sử dụng quyền lực quân sự để "quét sạch toàn bộ các quốc gia mà ông nhắm đến", cũng như kêu gọi người dân Mỹ hãy "tỉnh táo và hành động" để chống lại chiến tranh. Bà đồng thời giải thích vụ tự thiêu là một nỗ lực "để bản thân được nghe thấy".

## Tự thiêu
Herz đã tự thiêu trên một con phố Detroit vào ngày 16 tháng 3 năm 1965, ở tuổi 82. Một người đàn ông lái xe ô tô cùng hai con trai nhìn thấy bà trong tình trạng bốc cháy và chạy đến dập lửa. Bà đã qua đời vì vết thương mười ngày sau đó. Theo cuốn At Canaan's Edge (2006) của Taylor Branch, chính bài phát biểu của Tổng thống Johnson trước Quốc hội để ủng hộ Đạo luật về Quyền bỏ phiếu đã khiến bà tin rằng thời điểm này là phù hợp để phản đối Chiến tranh Việt Nam. Dù vậy chiến tranh vẫn kéo dài thêm mười năm sau cái chết của bà.

## Di sản
Tâm sự với một người bạn trước khi qua đời, Herz cho biết bà đã sử dụng mọi phương pháp đấu tranh bất bạo động — bao gồm tuần hành, biểu tình và viết vô số bài báo cùng thư — và tự hỏi liệu mình có thể làm gì khác. Bà trở thành người đầu tiên ở Hoa Kỳ tự thiêu để phản đối chiến tranh leo thang, theo gương nhà sư Thích Quảng Đức – người đã tự thiêu để phản đối hành động đàn áp Phật tử của chính quyền Tổng thống Ngô Đình Diệm. Hành động này của bà dẫn tới bảy vụ biểu tình với phương thức tương tự để phản đối chiến tranh Việt Nam. Tác giả và nhà triết học người Nhật Bản Shibata Shingo đã thành lập Quỹ Hòa bình Alice Herz ngay sau khi bà qua đời. Một quảng trường ở Berlin (Alice Herz Platz) cũng được đặt tên để vinh danh bà vào năm 2003. Một bức chân dung lớn của Alice Herz đã được trưng bày tại Bảo tàng Cách mạng Việt Nam.